# Stadttheater Bozen

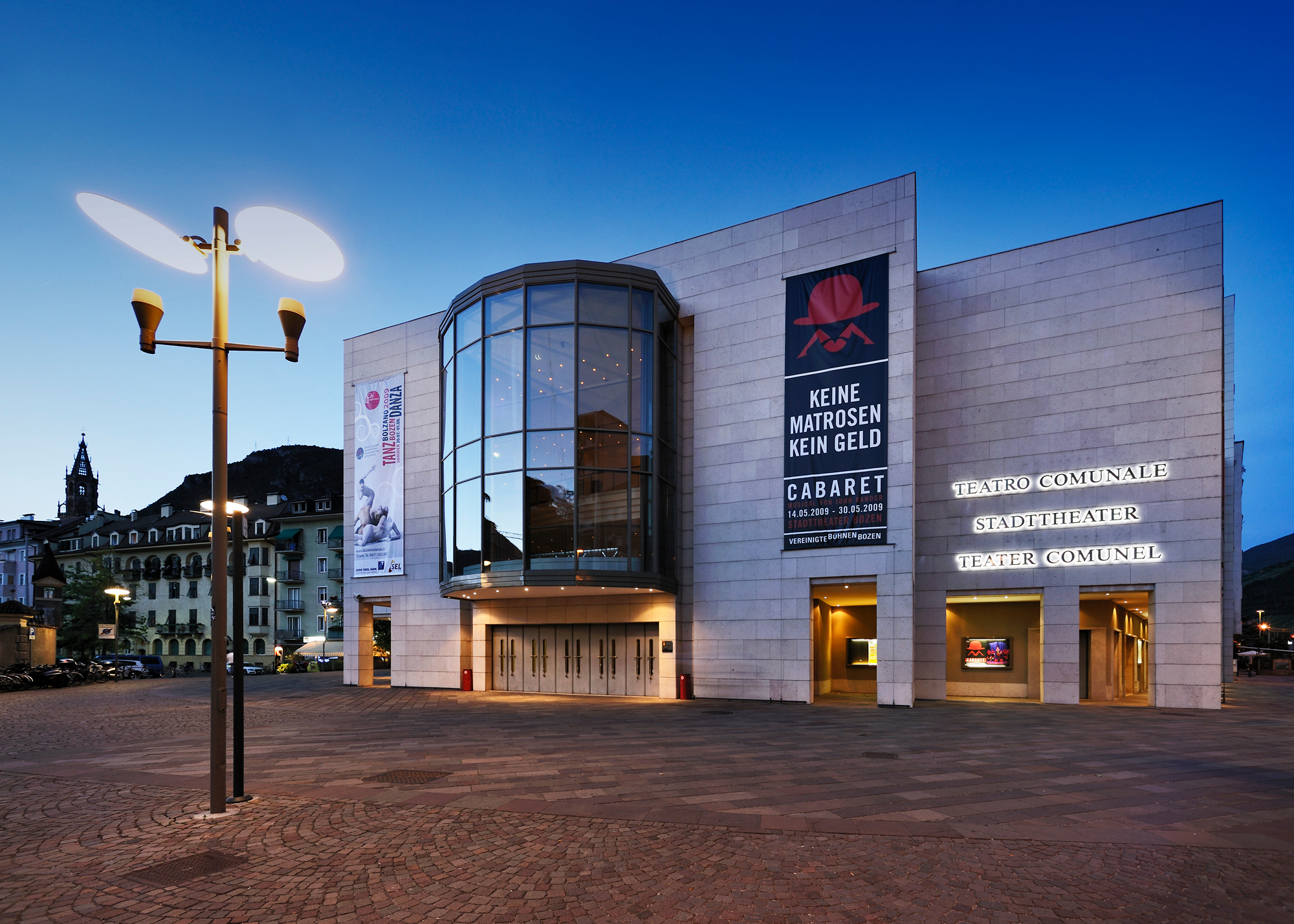
Stadttheater Bozen

Das Stadttheater Bozen (italienisch Teatro Comunale di Bolzano, ladinisch Teater Comunel) ist ein Theatergebäude in der Südtiroler Landeshauptstadt Bozen (Italien). Es dient insbesondere Produktionen des Sprechtheaters, Musiktheaters und Bühnentanzes als Veranstaltungsort. Bespielt wird es in erster Linie von den Vereinigten Bühnen Bozen, vom Teatro Stabile di Bolzano und vom Haydn-Orchester.
Das Mehrzweckgebäude ist ein Werk des Architekten Marco Zanuso und wurde 1999 eingeweiht. Seine Verwaltung wurde der Stiftung Stadttheater und Konzerthaus Bozen anvertraut. Im Haus befinden sich ein großer Saal mit 802 Sitzplätzen sowie diverse Räumlichkeiten für kleinere Veranstaltungen und Proben.

## Geschichte
Am Ende des 18. Jahrhunderts war der am meisten aufgeführte Komponist in Bozen Giovanni Paisiello. Reguläre Opernvorstellungen gab es erst ab 1784. Die Vorstellungen fanden im Palais Menz und dann im Merkantilmagistrat statt. Es gab kein richtiges Theater, erst 1805 wurde am Musterplatz ein erster Ort speziell für Vorstellungen gegründet. Im Palais Pock wurden das ganze 19. Jahrhundert über Opern von der Zauberflöte bis zum Barbier von Sevilla aufgeführt. Nach Wolfgang Amadeus Mozart und Gioachino Rossini traten auch Gaetano Donizetti, Giuseppe Verdi, Charles Gounod, Johann Strauss, Engelbert Humperdinck, Mario Mascagni und Ruggero Leoncavallo in Bozen auf. 1906 wurde das Theater nach hundertjährigem Bestehen aus Angst vor Bränden, aber auch wegen nationalistisch gefärbten Kontroversen, die die exzessive Anwesenheit einer italienischen Musikkultur in einer österreichischen Grenzstadt attackierten, geschlossen.
Bozen bekam 1918 wieder ein Theater, welches ab 1913 nach einem Projekt des Architekten Max Littmann aus München im Bahnhofspark errichtet worden war und am 14. April 1918 mit Beethovens Musik zu Goethes Trauerspiel Egmont eingeweiht wurde. Das „Stadttheater“ wurde ab 1919, als die Stadt Teil des Königreichs Italien wurde, in Teatro Verdi umbenannt und wurde zum Sitz des italischen Melodrams, während die deutsche Oper an Bedeutung verlor und 1934 schließlich ganz verboten wurde.
Im Juli 1923 präsentierte der faschistische Politiker Ettore Tolomei im Stadttheater einen vom Großrat des Faschismus abgesegneten Maßnahmenkatalog zur Italianisierung Südtirols.
Im Jahr 1943 wurde das Theater bei Luftangriffen der Alliierten am 2. September beschädigt und am 15. Dezember erneut von Bomben getroffen und dabei vollständig zerstört. 1951 wurden die Reste des Theaters komplett beseitigt und bis zur Einweihung des neuen Stadttheaters am 9. September 1999 fanden die Vorstellungen an verschiedenen Orten statt: in Kinos und Arenen, Messehallen der Messe Bozen, im Theater Cristallo, im Stadttheater Gries oder im Waltherhaus. In den achtziger Jahren wurde entschieden, der Stadt wieder ein Theater zu geben, welches die Möglichkeit bieten würde, alle Veranstaltungsaktivitäten vom Sprechtheater über der Musik bis hin zum Tanz zu beheimaten.
Das Projekt für das Neue Stadttheater wurde so 1985 an den Architekten Marco Zanuso vergeben, der einen Stadtbereich wiederaufbauen sollte, der sich von der Kathedrale bis zum Verdiplatz erstreckte und die Gebäuden zwischen der Eisackstraße und der Südtiroler Straße vereinen sollte.

## Architektur

### Fassade und Gebäudehülle
Das Theater sieht wie eine Schachtel rätselhaften Inhalts aus, „die wie ein moderner Zikkurat gebaut wurde, in seinen Formen sorgfältig gemeißelt und ausgehöhlt, so dass sich alle geschwungenen Linien der Fassaden und jede Abstufung der Umgebung angleichen können.
Die Mächtigkeit des Gebäudes wird durch die homogene Verkleidung mit regelmäßigen Platten aus glänzendem Chiampo gemildert: eine raue Haut, mit feinen, tiefen Fugen zwischen den Platten umhüllt das Gebäude ohne die Kontinuität zu unterbrechen, wobei das Tragwerk völlig versteckt wird. So verschmilzt der Doppelbegriff Strukturverkleidung radikal zu einem einzigen Teil: die Schale des Gebäudes.“

### Die Innensäle: Der Große Saal und das Studiotheater
Das Parkett in Form eines halben Sechseckes geht aus einem Rechteck hervor. Oberhalb befindet sich der Rang, der sich seitlich fast bis zum Bogen der Bühne ausdehnt und somit zwei Balkone bildet. Der Saal wird von der Hängedecke abgeschlossen, die auf ein ursprüngliches Konstruktionsprinzip der Architektur zurückgreift.
Die schrägen Flächen sind an Vorsatzbalken aus Brettschichtholz befestigt, die an in regelmäßigen Abständen an den Seitenwänden des Saales stehenden Pfeilern verankert sind, um in der Nähe der Bühne in einem Mittelpunkt zusammenzulaufen und somit die Akustik verbessern.
Wie bei den chinesischen Schachteln steckt die eine (der Saal) in den anderen (die Hülle des Gebäudes). Und auf dem Dach wird die große „Schale“ des Hauptsaals durch einen stufenförmigen sechseckigen Körper offenbart, die wie beim Piccolo die Koordinaten bestimmt, mit Hilfe derer das Herz des Theaters lokalisiert wird.
Die innere Hülle des Saales, bestehend aus einem einzigen Verkleidungsmaterial, wenn auch von unterschiedlicher Beschaffenheit (Holz), ist einfach gehalten. Die Verkleidung des Saales hebt sich von der Üppigkeit der Foyers mit ihren Böden und den Wänden mit venezianischen Stuckarbeiten hervor. Sie soll zu den mittelhohen Standards der besten Strukturen Europas gehören und ist mit 802 Sitzplätzen ausgestattet und ideal für Sprechtheater, Musiktheater und Tanz.
Im Studiotheater (Teatro Studio, maximal 272 Plätze) wird wegen der Art seiner Vorführungen eine verfeinerte Atmosphäre sowie Proportionen, vor allem zwischen Saal und Bühne, gewisser kleiner Theater des 17. Jahrhunderts gesucht.

### Das Foyer
Das Foyer des Theaters erstreckt sich über drei Ebenen, seine Böden und Wände sind mit venezianischem Stuck ausgekleidet. Die mittlere Ebene, dessen gläserner Erker den Blick auf den Theaterplatz eröffnet, ist der Ort für Empfänge, kleine künstlerische Performances, Diskussionen usw.

### Die Innenstruktur
Die Raumverteilung des Gebäudes spiegelt den Zanuso am Herzen liegenden Gedanken des Theaters als Maschine für die Produktion von Aufführungen wider: in der Mitte der Ort, wo das Schauspiel stattfindet (Saal und Bühne), und darum herum, kompakt und gleichzeitig je nach Funktion getrennt, liegen die Werkstätten für das Bühnenbild, der Bereich der Schauspieler, die Büros der Stiftung Stadttheater und Konzerthaus Bozen, des Teatro Stabile di Bolzano und der Vereinigten Bühnen Bozen. Mit der neuen Ausstattung des Saales, mit der 1998 der Bozner Architekt Renzo Gennaro für die Optimierung der Akustik betraut wurde, wurden die architektonischen Voraussetzungen des Entwurfs von Zanuso, der für die Wände eine modulare Verkleidung aus glänzendem und sandbestrahltem Douglas in Wabenform und für die Walmflächen der Hängedecke unterschiedlich bearbeitete Holzpaneele vorsah, teilweise nicht beachtet.

### Der Theaterplatz
Die Pflasterung des Theaterplatzes, gebildet aus zwei eng gegeneinander verschobenen Kreisen unterschiedlichen Radius’ rund um das Gebäude, greift die Architektur Zanusos auf; auch der Springbrunnen korrespondiert mit dem Theaterbau.